# Poul Nesgaard
Poul Nesgaard (født 19. juni 1952 på Frederiksberg) er en dansk journalist, foredragsholder og rektor for Den Danske Filmskole 1992-2014. Han arbejdede hos Danmarks Radio fra 1968 – 1992 og er tidligere bestyrelsesmedlem for Det Danske Filminstitut, TV 2 og medlem af Det kunstneriske Råd for DR.
Poul Nesgaard, som er præstesøn  og opvokset i Københavns Nordvestkvarter, modtog i 1982 den prestigefyldte radiopris Christian Kryger-prisen.
Nesgaard blev kendt for at indtage en helt original rolle som tv-vært i Jul og grønne skove
Siden 2. august 1999 har han været Ridder af Dannebrog. Han er også bestyrelsesmedlem i Fondet for Dansk-Norsk Samarbejde.

## Filmografi
Manuskriptforfatter
- 1978 Op på ørerne vi er kørende
- 1980 Ungdomsredaktionen (1 episode)
- 1980 Jul og grønne skove (24 episoder)
- 1981-1982 Flid, fedt og snyd (14 episoder)
- 1983 Fjernsyn for dyr - Bamse på planeten (13 episoder)
- 1984 Showbizz (1 episode)
- 1984-1991 I sandhedens tjeneste (12 episoder)
- 1985 Kajplads 114
- 1989 Psyko-Lab
- 1989 Bamses billedbog (8 episoder)
- 1991 Kundskabens frugt
- 2002 De uaktuelle nyheder (1 episode)